# 58e cérémonie des Tony Awards
La 58e cérémonie des Tony Awards a eu lieu le 6 juin 2004 au Radio City Music Hall de New York et a été retransmise en direct à la télévision sur CBS. La cérémonie récompensait les productions de Broadway en cours pendant la saison 2003-2004.

## Cérémonie
La cérémonie était présentée par Hugh Jackman pour la deuxième année consécutive. Elle s'est déroulée dans le Radio City Music Hall (Salle utilisée depuis 1997).

### Présentateurs
Plusieurs personnalités se sont succédé au cours de la soirée pour décerner les différents prix dont ; Carol Channing, Sean Combs, Taye Diggs, Edie Falco, Jimmy Fallon, Harvey Fierstein, Victor Garber, Joel Grey, Ethan Hawke, Anne Heche, Billy Joel, Scarlett Johansson, Nicole Kidman, Jane Krakowski, Peter Krause, Swoosie Kurtz, LL Cool J, Nathan Lane, Laura Linney, John Lithgow, Rob Marshall, Anne Meara, Brian Stokes Mitchell, Dame Helen Mirren, Sarah Jessica Parker, Anna Paquin, Bernadette Peters, Phylicia Rashad, Chita Rivera, John Rubinstein, Carole Bayer Sager, Martin Short, Patrick Stewart, Jerry Stiller, Sigourney Weaver, Marissa Jaret Winokur et Renée Zellweger.

### Prestations
Hugh Jackman présenta le numéro d'ouverture en chantant "One Night Only" avec les "Dynamites" d'Hairspray, les "Radio" de Caroline, or Change, et les "Urchins" de Little Shop of Horrors, accompagné par les troupes de Avenue Q, The Boy from Oz, Un violon sur le toit, Wonderful Town, et Wicked.
Tony Bennett interprétât "Lullaby of Broadway" et Mary J. Blige "What I Did for Love".
Au cours de la soirée, les troupes de nouvelles comédies musicales se sont produites comme celle d'Avenue Q avec le titre "It Sucks to Be Me", The Boy from Oz avec Hugh Jackman et le reste de la troupe pour "Not the Boy Next Door" avec la participation de Sarah Jessica Parker. La troupe de Caroline, or Change chanta "Lot's Wife" et la troupe de Wicked menée par Idina Menzel et Kristin Chenoweth présenta "Defying Gravity".
Parmi les autres spectacles musicaux à s'être produits au cours de la soirée, la troupe d'Assassins chanta "Everybody's Got the Right", celle d' Un violon sur le toit avec Alfred Molina interpréta "Tradition"/"Bottle Dance" et enfin, celle de Wonderful Town avec Donna Murphy présenta "Swing!".

## Palmarès
| Meilleure pièce | Meilleure comédie musicale |
| --- | --- |
| - I Am My Own Wife – Doug Wright - Anna in the Tropics – Nilo Cruz - Frozen – Bryony Lavery - The Retreat from Moscow – William Nicholson | - Avenue Q - The Boy from Oz - Caroline, or Change - Wicked |
| Meilleure reprise d'une pièce | Meilleure reprise d'une comédie musicale |
| - Henry IV - Jumpers - Le Roi Lear - A Raisin in the Sun | - Assassins - Big River - Un violon sur le toit - Wonderful Town |
| Meilleur acteur dans une pièce | Meilleure actrice dans une pièce |
| - Jefferson Mays – I Am My Own Wife dans le rôle de Charlotte von Mahlsdorf - Kevin Kline – Henry IV dans le rôle de Sir John Falstaff - Simon Russell Beale – Jumpers dans le rôle de George - Christopher Plummer – Le Roi Lear dans le rôle du Roi Lear - Frank Langella – Match dans le rôle de Tobi  | - Phylicia Rashād – A Raisin in the Sun dans le rôle de Lena Younger - Swoosie Kurtz – Frozen dans le rôle de Nancy - Tovah Feldshuh – Golda's Balcony dans le rôle de Golda Meir - Eileen Atkins – The Retreat from Moscow dans le rôle d'Alice - Anne Heche – Twentieth Century dans le rôle de Lily Garland/Mildred Plotka                 |
| Meilleur acteur dans une comédie musicale | Meilleure actrice dans une comédie musicale |
| - Hugh Jackman – The Boy from Oz dans le rôle de Peter Allen - John Tartaglia – Avenue Q dans le rôle de Princeton/Rod - Alfred Molina – Un violon sur le toit dans le rôle de Tevye - Hunter Foster – Little Shop of Horrors dans le rôle de Seymour - Euan Morton – Taboo dans le rôle de George        | - Idina Menzel – Wicked dans le rôle d'Elphaba - Stephanie D'Abruzzo – Avenue Q dans le rôle de Kate Monster/Lucy the Slut - Tonya Pinkins – Caroline, or Change dans le rôle de Caroline Thibodeaux - Kristin Chenoweth – Wicked dans le rôle de Glinda - Donna Murphy – Wonderful Town dans le rôle de Ruth Sherwood                        |
| Meilleur acteur de second rôle dans une pièce | Meilleure actrice de second rôle dans une pièce |
| - Brían F. O'Byrne – Frozen dans le rôle de Ralph - Aidan Gillen – The Caretaker dans le rôle de Mick - Ben Chaplin – The Retreat from Moscow dans le rôle de Jamie - Omar Metwally – Sixteen Wounded dans le rôle de Mahmoud - Tom Aldredge – Twentieth Century dans le rôle de Matthew Clark            | - Audra McDonald – A Raisin in the Sun dans le rôle de Ruth Younger - Daphne Rubin-Vega – Anna in the Tropics dans le rôle de Conchita - Margo Martindale – Cat on a Hot Tin Roof dans le rôle de Big Mama - Essie Davis – Jumpers dans le rôle de Dotty - Sanaa Lathan – A Raisin in the Sun dans le rôle de Beneatha Younger                |
| Meilleur acteur de second rôle dans une comédie musicale | Meilleure actrice de second rôle dans une comédie musicale |
| - Michael Cerveris – Assassins dans le rôle de John Wilkes Booth - Denis O'Hare – Assassins dans le rôle de Charles Guiteau - Michael McElroy – Big River dans le rôle de Jim - John Cariani – Un violon sur le toit dans le rôle de Motel the Tailor - Raul Esparza – Taboo dans le rôle de Philip Salon | - Anika Noni Rose – Caroline, or Change dans le rôle d'Emmie Thibodeaux - Beth Fowler – The Boy from Oz dans le rôle de Marion Woolnough - Isabel Keating – The Boy from Oz dans le rôle de Judy Garland - Karen Ziemba – Never Gonna Dance dans le rôle de Mabel Pritt - Jennifer Westfeldt – Wonderful Town dans le rôle de Eileen Sherwood |
| Meilleur livret de comédie musicale | Meilleure partition originale |
| - Jeff Whitty – Avenue Q - Martin Sherman et Nick Enright – The Boy from Oz - Tony Kushner – Caroline, or Change - Winnie Holzman – Wicked | - Avenue Q – Robert Lopez et Jeff Marx (musique et paroles) - Caroline, or Change – Jeanine Tesori (musique) et Tony Kushner (paroles) - Taboo – Boy George (musique et paroles) - Wicked – Stephen Schwartz (musique et paroles) |
| Meilleurs décors | Meilleurs costumes |
| - Eugene Lee – Wicked - Robert Brill – Assassins - Tom Pye – Un violon sur le toit - Ralph Funicello – Henry IV | - Susan Hilferty – Wicked - Mark Thompson – Bombay Dreams - Jess Goldstein – Henry IV - Mike Nicholls et Bobby Pearce – Taboo |
| Meilleures lumières | Meilleure orchestration |
| - Jules Fisher et Peggy Eisenhauer – Assassins - Brian MacDevitt – Un violon sur le toit - Brian MacDevitt – Henry IV - Kenneth Posner – Wicked | - Michael Starobin – Assassins - Paul Bogaev – Bombay Dreams - Larry Hochman – Un violon sur le toit - William David Brohn – Wicked |
| Meilleure mise en scène pour une pièce | Meilleure mise en scène pour une comédie musicale |
| - Jack G. O'Brien – Henry IV - Doug Hughes – Frozen - Moisés Kaufman – I Am My Own Wife - David Leveaux – Jumpers | - Joe Mantello – Assassins - Jason Moore – Avenue Q - George C. Wolfe – Caroline, or Change - Kathleen Marshall – Wonderful Town |
| Meilleure chorégraphie | |
| - Kathleen Marshall – Wonderful Town - Anthony Van Laast et Farah Khan – Bombay Dreams - Jerry Mitchell – Never Gonna Dance - Wayne Cilento – Wicked | |

## Autres récompenses
Le prix Special Tony Award for Lifetime Achievement in the Theatre a été décerné à James M. Nederlander, le Regional Theatre Tony Award a été décerné au Cincinnati Playhouse in the Park et le Tony Honors for Excellence in Theatre à la troupe de la production 2003 de Big River, Nancy Coyne, Frances & Harry Edelstein, Vincent Sardi, Jr. et Martha Swope.